# Cerkiew Świętych Cyryla i Metodego w Orli
Cerkiew pod wezwaniem Świętych Cyryla i Metodego – prawosławna cerkiew cmentarna w Orli. Należy do parafii św. Michała Archanioła w Orli, w dekanacie Bielsk Podlaski diecezji warszawsko-bielskiej Polskiego Autokefalicznego Kościoła Prawosławnego.

## Historia
Cerkiew została wzniesiona w latach 1868–1870 z okazji tysięcznej rocznicy misji Cyryla i Metodego na Morawach. Została usytuowana w centralnym punkcie założonego na początku XIX w. (według innego źródła w XVIII w.) cmentarza prawosławnego. W 1879 do budynku przeniesiono ikonostas znajdujący się do tej pory w cerkwi św. Michała Archanioła w Orli. Cerkiew została porzucona w 1915, kiedy większość mieszkańców Orli udała się na bieżeństwo. Prace remontowe w budynku wykonano dopiero w latach 30. i w latach 70. XX w., kiedy dokonano renowacji wnętrza. Obecnie nabożeństwa w cerkwi odbywają się jedynie w święto jej patronów 24 maja, we wtorek Paschalny, 1 listopada oraz okazjonalnie w czasie pogrzebów.
Świątynię wpisano do rejestru zabytków 19 października 1977 pod nr A-78.

## Architektura
Cerkiew Świętych Cyryla i Metodego jest wzniesiona z drewna na planie ośmioboku. Wejście do obiektu prowadzi przez przedsionek, nad którym wznosi się dzwonnica. Budynek jest oszalowany, dach kryty blachą. W bocznych ścianach cerkwi znajdują się prostokątne okna. Cerkiew jest malowana na niebiesko. We wnętrzu obiektu ikonostas z ikonami z I i II połowy XIX  w.
Otaczająca świątynię nekropolia ma powierzchnię 2,5 ha.